# سعید قائدی‌فر
سعید قائدی‌فر (زادهٔ ۲۴ فروردین ۱۳۷۱ در یاسوج) بازیکن فوتبال اهل ایران است.

## سوابق باشگاهی
وی فوتبال را تیم سپاهان شروع کرد سپس به ماشین‌سازی تبریز پیوست و پس از سقوط این تیم به لیگ آزادگان وی برای گذراندن خدمت سربازی به باشگاه فوتبال فجر سپاسی در لیگ آزادگان پیوست.

## افتخارات
باشگاهی
- لیگ برتر
- قهرمانی در لیگ برتر فوتبال ایران ۹۴-۱۳۹۳ به همراه تیم سپاهان اصفهان